# Риндлер, Вольфганг
Вольфганг Риндлер (нем. Wolfgang Rindler, 18 мая 1924 — 8 февраля 2019) — американский физик-релятивист, известный введением координат Риндлера, а также как автор термина «горизонт событий». Совместно с Р. Пенроузом популяризовал применение спиноров в общей теории относительности. Автор ряда книг и учебников.

## Биография
Родился в семье юриста в Вене. Из-за своего еврейского происхождения в 1938 году эвакуирован от преследования нацистов в Англию во время операции «Киндертранспорт». В Англии поступил в Ливерпульский университет, где в 1945 году получил степени бакалавра по математике и физике, а в 1947 году степень магистра наук по математике (дифференциальная геометрия). В 1956 году получил докторскую степень в Имперском колледже Лондона в области теории относительности, после чего переехал в США и начал работу в Корнеллском университете. В 1963 году перешёл работать во вновь образованный Юго-Западный центр перспективных исследований, позже преобразованном в Техасский университет в Далласе, где с 2012 года работал на должности профессора. Кроме того, читал лекции в Венском университете, Римском университете Ла Сапиенца, в Кембридже и в Кингс-колледже в Лондоне.
Риндлер был одним из кураторов и авторов образовательного интернет-ресурса Scholarpedia.
Сфера интересов Риндлера как учёного обширна. Риндлер внёс большой вклад в изучение космологии, в частности, создание математических моделей плоского пространства-времени в предложенных Риндлером координатах (см. Координаты Риндлера), в сотрудничестве с Роджером Пенроузом предложил применение спиноров и твисторов в ОТО, исследовал вопросы справедливости принципа Маха, топологию гравитационных волн, Большой взрыв, предложил оригинальные представления Фридмановской модели, некоторые численные методы в описании осесимметричного пространства-времени, и многое другое.

## Награды и признание
Риндлер являлся членом научных обществ:
- действительный член Американского физического общества
- действительный член Британского королевского астрономического общества
- член Международного астрономического союза
- член Международного общества общей теории относительности и гравитации

академий:
- почётный член Австрийской академии наук
- иностранный член Туринской академии наук

Участвовал в редакционной деятельности научных журналов:
- иностранный член редакторского совета журнала Rendiconti di Matematica[англ.] (Италия) — с 1984 года
- помощник редактора в журнале American Journal of Physics (1988—1991)

Имел преподавательские и почётные награды:
- 1972—1973 Physics Teaching Award;
- 1990—1991 Chancellor’s Council Outstanding Teaching Award;
- 1996 Золотая медаль города Вены (за прижизненные достижения).